# Kodeń (pueblo)
Kodeń es un pueblo ubicado en la gmina Kodeń, distrito de Biała Podlaska, voivodato de Lublin, Polonia.

## Superficie
Cuenta con una superficie de 31,09 kilómetros cuadrados.

## Demografía
Hasta 2011 la población era de 1776 habitantes, con una densidad de población de 57,12 habitantes por kilómetro cuadrado. Estaba conformada por 834 hombres (47%) y 942 mujeres (53), según el censo de la Oficina Central de Estadística.